# فيرناندو غيريرو
فيرناندو غيريرو (بالإسبانية: Fernando Guerrero Vásquez)‏ (مواليد 30 سبتمبر 1989 في كويتو - الإكوادور) لاعب كرة قدم إكوادوري يلعب حاليا لصالح نادي الدرجة الممتازة بيرنلي الإنجليزي منذ 2009 في مركز الوسط المحوري .

## روابط خارجية
- فيرناندو غيريرو على موقع قاعدة بيانات كرة القدم.إي يو (الإنجليزية)
- فيرناندو غيريرو على موقع ناشيونال فوتبول تيمز (الإنجليزية)
- فيرناندو غيريرو على موقع Soccerbase.com (لاعب) (الإنجليزية)
- فيرناندو غيريرو على موقع Soccerway.com (الإنجليزية)
- فيرناندو غيريرو على موقع عالم كرة القدم.نت (الإنجليزية)